# Atlanta Braves

Cap Logo

Atlanta Braves is een Amerikaanse honkbalclub uit Atlanta, Georgia.
De Braves spelen hun wedstrijden in de Major League Baseball. Ze komen uit in de Eastern Division van de National League. Vanaf 2017 spelen ze hun thuiswedstrijden in het SunTrust Park. Van 1997 tot en met 2016 was Turner Field de thuishaven. De Braves hebben de World Series 4 keer gewonnen: in 1914, 1957, 1995 en in 2021.

## Geschiedenis
De club werd in 1871 in Boston opgericht als de Boston Red Stockings. Daarna wisselde men diverse malen van naam. Men speelde van 1876 tot en met 1882 als de Boston Red Caps, vervolgens van 1883 tot en met 1906 als de Boston Beaneaters, van 1907 tot en met 1910 als de Boston Doves, in 1911 als de Boston Rustlers, van 1912 tot en met 1935 als de Boston Braves, van 1936 tot en met 1940 als de Boston Bees, van 1941 tot en met 1952 weer als de Boston Braves. Van 1953 verhuisde de club naar Milwaukee en speelde daar tot en met 1965 als de Milwaukee Braves. Ten slotte verhuisde men in 1966 naar Atlanta en werd de naam gewijzigd in Atlanta Braves.

## Braves Hall Of Fame
Van 1871 t/m 1875 als de Boston Red Stockings, van 1876 t/m 1882 als de Boston Red Caps, van 1883 t/m 1906 als de Boston Beaneaters, van 1907 t/m 1910 als de Boston Doves, in 1911 als de Boston Rustlers, van 1912 t/m 1935 als de Boston Braves, van 1936 t/m 1940 als de Boston Bees, van 1941 t/m 1952 als de Boston Braves, van 1953 t/m 1965 als de Milwaukee Braves, en van 1966 t/m heden als de Atlanta Braves.

★ Ook lid van de National Baseball Hall of Fame | Tussen haakjes: jaren actief bij de club.
| Speler - Hank Aaron ★ (1954 - 1974) - Earl Averill ★ (1941) - Dave Bancroft ★ (1924 - 1927 als speler & manager) - Dan Brouthers ★ (1889) - Lew Burdette (1951 - 1963) - Orlando Cepeda ★ (1969 - 1972) - John Clarkson ★ (1888 - 1892) - Jimmy Collins ★ (1895 - 1900) - Del Crandall (1949 - 1963) - Hugh Duffy ★ (1892 - 1900) - Johnny Evers ★ (1914 - 1917, 1929) - Ralph Garr (1968 - 1975) - Tom Glavine ★ (1987 - 2002, 2008) - Burleigh Grimes ★ (1930) - Billy Hamilton ★ (1896 - 1901) - Billy Herman ★ (1946) - Tommy Holmes (1942 - 1952) - Rogers Hornsby ★ (1928) - Tim Hudson (2005 - 2013) - Ernie Johnson Sr. (1950, 1952 - 1958) - Andruw Jones (1996 - 2007) - Chipper Jones ★ (1993, 1995 - 2012) - David Justice (1989 - 1996) - Joe Kelley ★ (1891) - King Kelly ★ (1887 - 1889, 1891 - 1892) - Ernie Lombardi ★ (1942) - Herman Long (1890 - 1902) - Al Lopez ★ (1936 - 1940) - Javy López (1992 - 2003) - Greg Maddux ★ (1993 - 2003) - Rabbit Maranville ★ (1912 - 1920, 1929 - 1933, 1935) - Rube Marquard ★ (1922 - 1925) - Eddie Mathews ★ (1952 - 1966) - Tommy McCarthy ★ (1885, 1892 - 1895) - Bill McKechnie ★ (1913) - Joe Medwick ★ (1945) - Dale Murphy (1976 - 1990) - Kid Nichols ★ (1890 - 1901) - Phil Niekro ★ (1964 - 1983, 1987) - Jim O'Rourke ★ (1873 - 1878, 1880) - Terry Pendleton (1991 - 1994, 1996) - Gaylord Perry ★ (1981) - Charley Radbourn ★ (1886 - 1889) - Tony La Russa ★ (1971) - Babe Ruth ★ (1935) - Johnny Sain (1942, 1946 - 1951) - Red Schoendienst ★ (1957 - 1960) | - Al Simmons ★ (1939) - Ted Simmons ★ (1986 - 1988) - George Sisler ★ (1928 - 1930) - Enos Slaughter ★ (1959) - John Smoltz ★ (1988 - 2008) - Billy Southworth ★ (1921 - 1923) - Warren Spahn ★ (1942, 1946 - 1964) - Albert Spalding ★ (1871 - 1875) - Casey Stengel ★ (1924 - 1925) - Bruce Sutter ★ (1985 - 1988) - Joe Torre ★ (1960 - 1968) - Ed Walsh ★ (1917) - Lloyd Waner ★ (1941) - Paul Waner ★ (1941 - 1942) - Deacon White ★ (1873 - 1875, 1877) - Hoyt Wilhelm ★ (1969 - 1971) - Vic Willis ★ (1898 - 1905) - George Wright ★ (1871 - 1878, 1880 - 1881) - Harry Wright ★ (1871 - 1877 als speler & manager) - Cy Young ★ (1911) Manager - Bobby Cox ★ (1978 - 1981, 1990 - 2010) - Joe Kelley ★ (1908) - King Kelly ★ (1887, 1890) - Bill Lucas (1976 - 1979) - Eddie Mathews ★ (1972 - 1974) - Bill McKechnie ★ (1930 - 1937) - Frank Selee ★ (1890 - 1901) - Billy Southworth ★ (1946 - 1949, 1950 - 1951) - Casey Stengel ★ (1938 - 1943) - Joe Torre ★ (1982 - 1984) - Harry Wright ★ (1878 - 1881) Overig - William Bartholomay (Owner & President, 1962 - 1976) - Skip Caray (Broadcaster, 1976 - 2008) - Ernie Johnson Sr. (Broadcaster, 1962 - 1999) - Terry Pendleton (Coach, 2002 - 2017) - Dave Pursley (Trainer, 1961 - 2002) - Johnny Sain (Coach, 1977, 1985 - 1986) - John Schuerholz ★ (General Manager, 1990 - 2007 & President, 2007 - 2016) - Joe Simpson (Broadcaster, 1992 - heden) - Paul Snyder (Executive, 1973 - 2007) - Don Sutton (Broadcaster, 1989 - 2006, 2009 - 2020) - Ted Turner (Owner & President, 1976 - 1996) - Pete Van Wieren (Broadcaster, 1976 - 2008) |

## Overige bekende oud Braves spelers
| - Steve Avery (1990 - 1996) - Jeff Blauser (1987 - 1997) | - Fred McGriff (1993 - 1997) |

## Contact

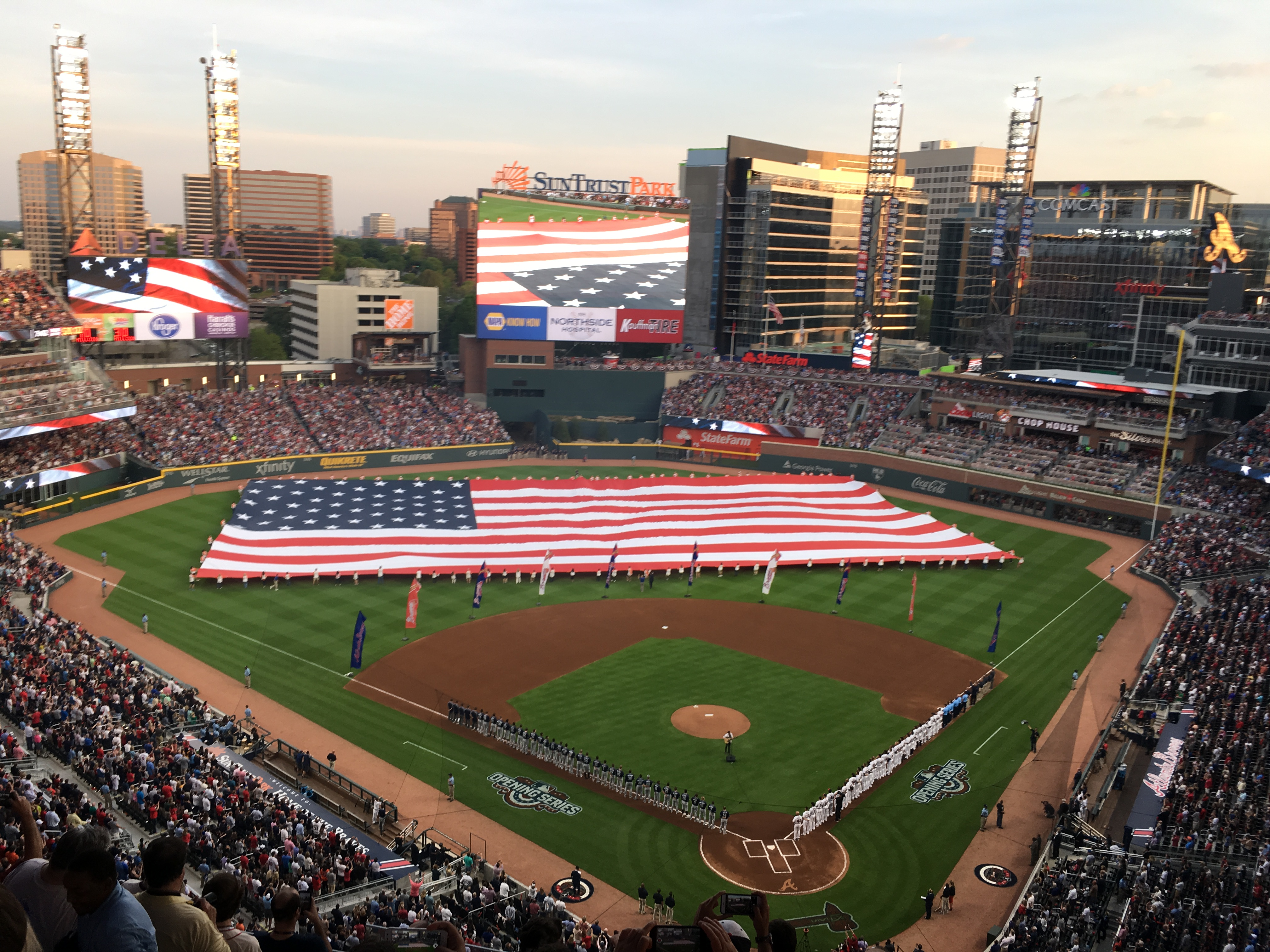
Truist Park tijdens de (seizoens) opening op 14 april 2017

- Atlanta Braves, Truist Park, 755 Battery Avenue Southeast, Atlanta, GA 30339 (U.S.A.)

## Front Office
- Owner: Liberty Media
- Chairman: Terry McGuirk
- President & C.E.O. Atlanta Braves: Derek Schiller
- President & C.E.O. Braves Development Company: Mike Plant
- President of Baseball Operations & General Manager: Alex Anthopoulos
- Manager: Brian Snitker

## Erelijst
Van 1871 t/m 1875 als de Boston Red Stockings, van 1876 t/m 1882 als de Boston Red Caps, van 1883 t/m 1906 als de Boston Beaneaters, van 1907 t/m 1910 als de Boston Doves, in 1911 als de Boston Rustlers, van 1912 t/m 1935 als de Boston Braves, van 1936 t/m 1940 als de Boston Bees, van 1941 t/m 1952 als de Boston Braves, van 1953 t/m 1965 als de Milwaukee Braves, en van 1966 t/m heden als de Atlanta Braves.
- Winnaar World Series (4×): 1914, 1957, 1995, 2021
- Runners-up World Series (6×): 1948, 1958, 1991, 1992, 1996, 1999
- Winnaar National Association (van 1871 tot en met 1875 was dit de voorloper van de huidige National League) (4×): 1872, 1873, 1874, 1875
- Winnaar National League (18×): 1877, 1878, 1883, 1891, 1892, 1893, 1897, 1898, 1914, 1948, 1957, 1958, 1991, 1992, 1995, 1996, 1999, 2021
- Winnaar National League East (18×): 1995, 1996, 1997, 1998, 1999, 2000, 2001, 2002, 2003, 2004, 2005, 2013, 2018, 2019, 2020, 2021, 2022, 2023
- Winnaar National League West (5×): 1969, 1982, 1991, 1992, 1993
- Winnaar National League Wild Card (van 1994 t/m heden) (2×): 2010, 2020
- National League Wild Card Game (van 2012 t/m 2019 en 2021) (1×): 2012
- National League Wild Card Series (2020 en sinds 2022) (1×): 2020

## Seizoensoverzicht
| Seizoen        | Niveau | League | Divisie | Eindstand                            | Gewonnen | Verloren | Win. Percentage | Achterstand | Postseason (Playoffs)                                                                          | Awards |
| -------------- | ------ | ------ | ------- | ------------------------------------ | -------- | -------- | --------------- | ----------- | ---------------------------------------------------------------------------------------------- | --- |
| Atlanta Braves |        |        |         |                                      |          |          |                 |             |                                                                                                | |
| 1966           | MLB    | NL     | -       | 5                                    | 85       | 77       | .525            | 10          | -                                                                                              | - |
| 1967           | MLB    | NL     | -       | 7                                    | 77       | 85       | .475            | 24½         | -                                                                                              | - |
| 1968           | MLB    | NL     | -       | 5                                    | 81       | 81       | .500            | 16          | -                                                                                              | - |
| 1969           | MLB    | NL     | West    | 1                                    | 93       | 69       | .574            | -           | Verliezer NLCS vs. Mets 0 - 3                                                                  | - |
| 1970           | MLB    | NL     | West    | 5                                    | 76       | 86       | .469            | 26          | -                                                                                              | - |
| 1971           | MLB    | NL     | West    | 3                                    | 82       | 80       | .506            | 8           | -                                                                                              | Earl Williams (MLB NL Rookie of the Year Award) |
| 1972           | MLB    | NL     | West    | 4                                    | 70       | 84       | .455            | 25          | -                                                                                              | - |
| 1973           | MLB    | NL     | West    | 5                                    | 76       | 85       | .472            | 22½         | -                                                                                              | - |
| 1974           | MLB    | NL     | West    | 3                                    | 88       | 74       | .543            | 14          | -                                                                                              | - |
| 1975           | MLB    | NL     | West    | 5                                    | 67       | 94       | .416            | 40½         | -                                                                                              | - |
| 1976           | MLB    | NL     | West    | 6                                    | 70       | 92       | .432            | 32          | -                                                                                              | - |
| 1977           | MLB    | NL     | West    | 6                                    | 61       | 101      | .377            | 37          | -                                                                                              | - |
| 1978           | MLB    | NL     | West    | 6                                    | 69       | 93       | .426            | 26          | -                                                                                              | Bob Horner (MLB NL Rookie of the Year Award) |
| 1979           | MLB    | NL     | West    | 6                                    | 66       | 94       | .413            | 23½         | -                                                                                              | - |
| 1980           | MLB    | NL     | West    | 4                                    | 81       | 80       | .503            | 11          | -                                                                                              | - |
| 1981           | MLB    | NL     | West    | 4 (1e Helft) 5 (2e Helft) 5 (Totaal) | 25 25 50 | 29 27 56 | .463 .481 .472  | 9½ 7½ 15    | -                                                                                              | - |
| 1982           | MLB    | NL     | West    | 1                                    | 89       | 73       | .549            | -           | Verliezer NLCS vs. Cardinals 0 - 3                                                             | Dale Murphy (MLB NL Most Valuable Player Award) Joe Torre (AP NL Manager of the Year Award)                                                                           |
| 1983           | MLB    | NL     | West    | 2                                    | 88       | 74       | .543            | 3           | -                                                                                              | Dale Murphy (MLB NL Most Valuable Player Award) |
| 1984           | MLB    | NL     | West    | 2                                    | 80       | 82       | .494            | 12          | -                                                                                              | - |
| 1985           | MLB    | NL     | West    | 5                                    | 66       | 96       | .407            | 29          | -                                                                                              | - |
| 1986           | MLB    | NL     | West    | 6                                    | 72       | 89       | .447            | 23½         | -                                                                                              | - |
| 1987           | MLB    | NL     | West    | 5                                    | 69       | 92       | .429            | 20½         | -                                                                                              | - |
| 1988           | MLB    | NL     | West    | 6                                    | 54       | 106      | .338            | 39½         | -                                                                                              | - |
| 1989           | MLB    | NL     | West    | 6                                    | 63       | 97       | .394            | 28          | -                                                                                              | - |
| 1990           | MLB    | NL     | West    | 6                                    | 65       | 97       | .401            | 26          | -                                                                                              | David Justice (MLB NL Rookie of the Year Award) |
| 1991           | MLB    | NL     | West    | 1                                    | 94       | 68       | .580            | -           | Winnaar NLCS vs. Pirates 4 - 3 Verliezer WS vs. Twins 3 - 4                                    | Tom Glavine (MLB NL Cy Young Award) Terry Pendleton (MLB NL Most Valuable Player Award) Bobby Cox (MLB NL Manager of the Year Award) & (AP Manager of the Year Award) |
| 1992           | MLB    | NL     | West    | 1                                    | 98       | 64       | .605            | -           | Winnaar NLCS vs. Pirates 4 - 3 Verliezer WS vs. Blue Jays 2 - 4                                | - |
| 1993           | MLB    | NL     | West    | 1                                    | 104      | 58       | .642            | -           | Verliezer NLCS vs. Phillies 2 - 4                                                              | Greg Maddux (MLB NL Cy Young Award) |
| 1994           | MLB    | NL     | East    | 2                                    | 68       | 46       | .586            | 6           | Wegens staking geen playoffs                                                                   | Greg Maddux (MLB NL Cy Young Award) |
| 1995           | MLB    | NL     | East    | 1                                    | 90       | 54       | .625            | -           | Winnaar NLDS vs. Rockies 3 - 1 Winnaar NLCS vs. Reds 4 - 0 Winnaar WS vs. Indians 4 - 2        | Greg Maddux (MLB NL Cy Young Award) Tom Glavine (MLB WS Most Valuable Player Award)                                                                                   |
| 1996           | MLB    | NL     | East    | 1                                    | 96       | 66       | .593            | -           | Winnaar NLDS vs. Dodgers 3 - 0 Winnaar NLCS vs. Cardinals 4 - 3 Verliezer WS vs. Yankees 2 - 4 | John Smoltz (MLB NL Cy Young Award) |
| 1997           | MLB    | NL     | East    | 1                                    | 101      | 61       | .623            | -           | Winnaar NLDS vs. Astros 3 - 0 Verliezer NLCS vs. Marlins 2 - 4                                 | - |
| 1998           | MLB    | NL     | East    | 1                                    | 106      | 56       | .654            | -           | Winnaar NLDS vs. Cubs 3 - 0 Verliezer NLCS vs. Padres 2 - 4                                    | Tom Glavine (MLB NL Cy Young Award) |
| 1999           | MLB    | NL     | East    | 1                                    | 103      | 59       | .636            | -           | Winnaar NLDS vs. Astros 3 - 1 Winnaar NLCS vs. Mets 4 - 2 Verliezer WS vs. Yankees 0 - 4       | Chipper Jones (MLB NL Most Valuable Player Award) |
| 2000           | MLB    | NL     | East    | 1                                    | 95       | 67       | .586            | 23          | Verliezer NLDS vs. Cardinals 0 - 3                                                             | Rafael Furcal (MLB NL Rookie of the Year Award) |
| 2001           | MLB    | NL     | East    | 1                                    | 88       | 74       | .543            | -           | Winnaar NLDS vs. Astros 3 - 0 Verliezer NLCS vs. Diamondbacks 1 - 4                            | - |
| 2002           | MLB    | NL     | East    | 1                                    | 101      | 59       | .631            | -           | Verliezer NLDS vs. Giants 3–2                                                                  | - |
| 2003           | MLB    | NL     | East    | 1                                    | 101      | 61       | .623            | -           | Verliezer NLDS vs. Cubs 2 - 3                                                                  | - |
| 2004           | MLB    | NL     | East    | 1                                    | 96       | 66       | .593            | -           | Verliezer NLDS vs. Astros 2 - 3                                                                | Bobby Cox (MLB NL Manager of the Year Award) |
| 2005           | MLB    | NL     | East    | 1                                    | 90       | 72       | .556            | -           | Verliezer NLDS vs. Astros 1 - 3                                                                | Bobby Cox (MLB NL Manager of the Year Award) |
| 2006           | MLB    | NL     | East    | 3                                    | 79       | 83       | .488            | 18          | -                                                                                              | - |
| 2007           | MLB    | NL     | East    | 3                                    | 84       | 78       | .519            | 5           | -                                                                                              | - |
| 2008           | MLB    | NL     | East    | 4                                    | 72       | 90       | .444            | 20          | -                                                                                              | - |
| 2009           | MLB    | NL     | East    | 3                                    | 86       | 76       | .531            | 7           | -                                                                                              | - |
| 2010           | MLB    | NL     | East    | 2                                    | 91       | 71       | .562            | 6           | Verliezer NLDS vs. Giants 1 - 3                                                                | - |
| 2011           | MLB    | NL     | East    | 2                                    | 89       | 73       | .549            | 13          | -                                                                                              | Craig Kimbrel (MLB NL Rookie of the Year Award) |
| 2012           | MLB    | NL     | East    | 2                                    | 94       | 68       | .580            | 4           | Verliezer NLWC vs. Cardinals                                                                   | - |
| 2013           | MLB    | NL     | East    | 1                                    | 96       | 66       | .593            | -           | Verliezer NLDS vs. Dodgers 1 - 3                                                               | - |
| 2014           | MLB    | NL     | East    | 2                                    | 79       | 83       | .488            | 17          | -                                                                                              | - |
| 2015           | MLB    | NL     | East    | 4                                    | 67       | 95       | .414            | 23          | -                                                                                              | - |
| 2016           | MLB    | NL     | East    | 5                                    | 68       | 93       | .422            | 26½         | -                                                                                              | - |
| 2017           | MLB    | NL     | East    | 3                                    | 72       | 90       | .444            | 25          | -                                                                                              | - |
| 2018           | MLB    | NL     | East    | 1                                    | 90       | 72       | .556            | -           | Verliezer NLDS vs. Dodgers 1 - 3                                                               | Ronald Acuña Jr. (MLB NL Rookie of the Year Award) Brian Snitker (MLB NL Manager of the Year Award)                                                                   |
| 2019           | MLB    | NL     | East    | 1                                    | 97       | 65       | .599            | -           | Verliezer NLDS vs. Cardinals 2 - 3                                                             | - |
| 2020           | MLB    | NL     | East    | 1                                    | 35       | 25       | .583            | -           | Winnaar NLWCS vs. Reds 2 - 0 Winnaar NLDS vs. Marlins 3 - 0 Verliezer NLCS vs. Dodgers 3 - 4   | Freddie Freeman (MLB NL Most Valuable Player Award) |
| 2021           | MLB    | NL     | East    | 1                                    | 88       | 73       | .547            | -           | Winnaar NLDS vs. Brewers 3 - 1 Winnaar NLCS vs. Dodgers 4 - 2 Winnaar WS vs. Astros 4 - 2      | Jorge Soler (MLB WS Most Valuable Player Award) |
| 2022           | MLB    | NL     | East    | 1                                    | 101      | 61       | .623            | -           | -                                                                                              | - |
| 2023           | MLB    | NL     | East    | 1                                    | -        | -        | .000            | -           | -                                                                                              | - |